# 安科纳
安科纳（義大利語：Ancona）位于意大利中东部亚得里亚海畔，威尼斯南部的小都市。亦是马尔凯区和安科纳省的首府。

## 歷史
古羅馬時代起就是個繁榮的港口城市，至中世紀，安科納經常被哥特人、倫巴底人、撒拉森人所攻打。其中在840年，全城更被撒拉森人所焚毀。在查理大帝征服了北意大利後，開始有所重建。
十二世紀被羅馬教皇特許為自由都市。1532年，成為教皇國一部分。踏入19世紀，成為義大利王國一部分。
到意大利統一後，為馬爾凱首府。

## 經濟
屬港口城市，經常舉行重要貿易展覽。另安科納亦是造船中心，有多家大船廠。

## 景點
- 安科纳主教座堂

## 交通
- 安科納機場

## 友好城市
- 格兰比
- 伊兹密尔
- 加拉茨

## 圖片

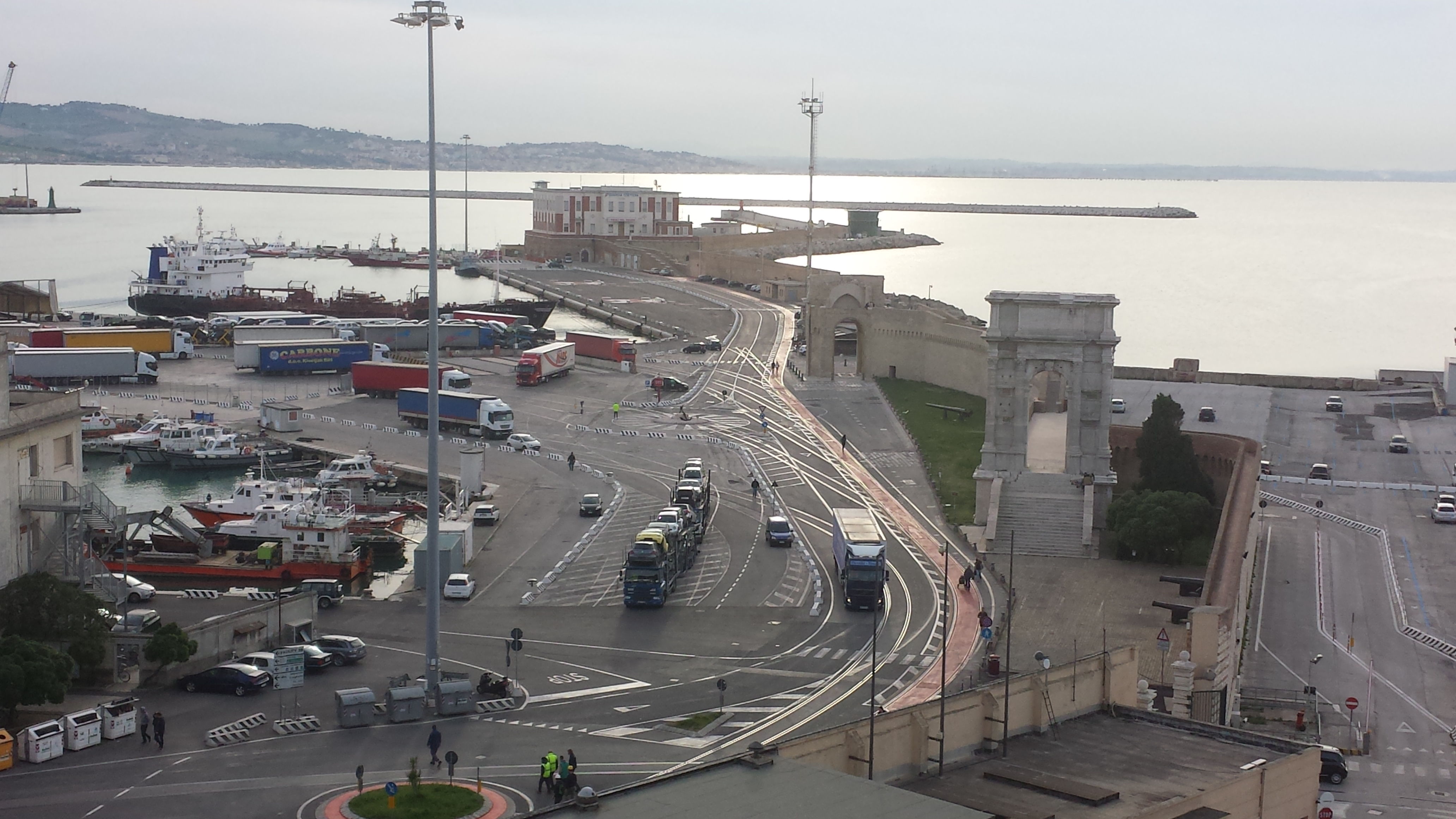
港口
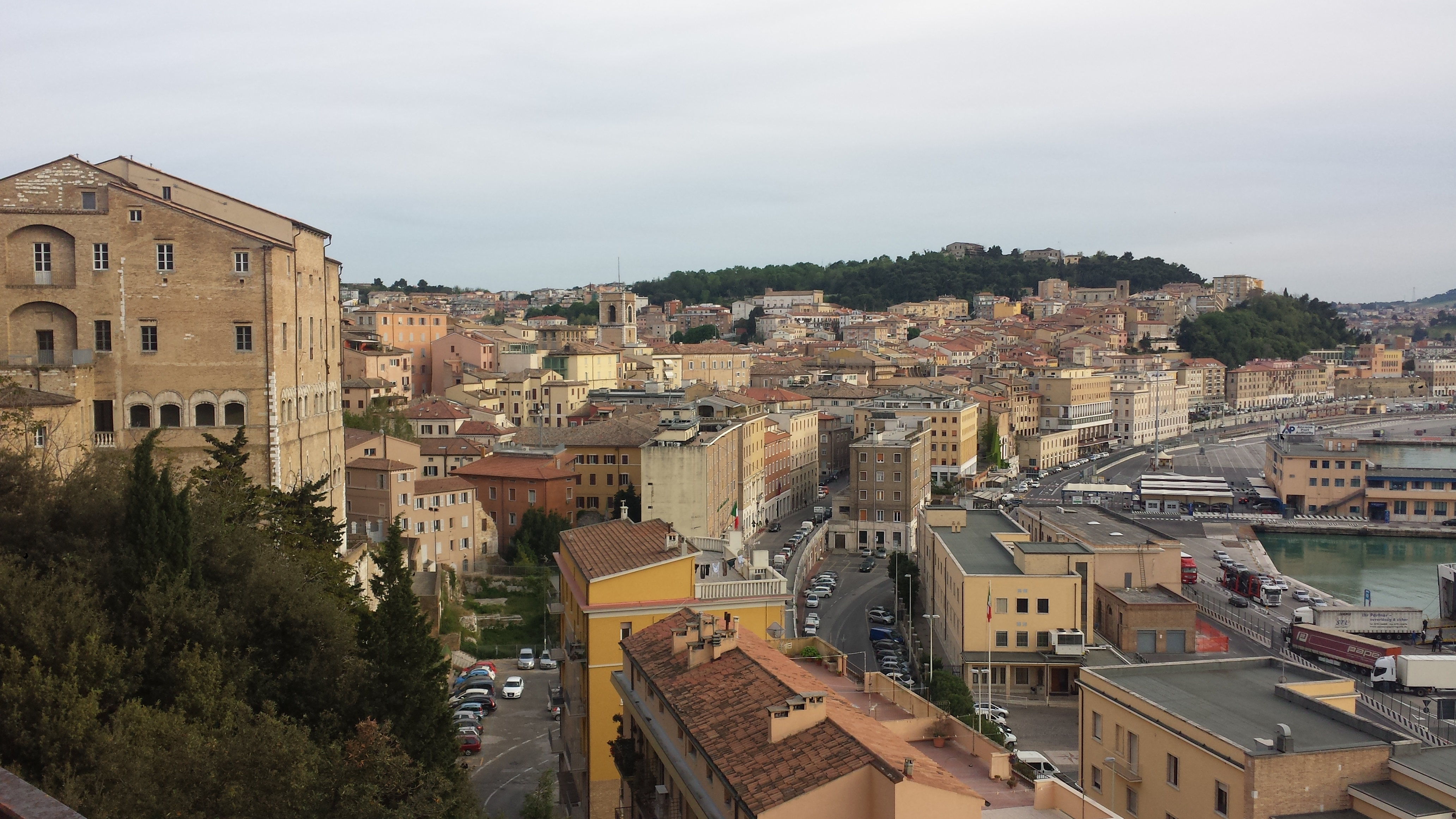
城景